# Christina Cox
Christina Cox (Toronto, 31 juli 1971) is een Canadese actrice. Christina begon haar acteercarrière toen ze schitterde in de homevideos van haar middelste zus, de films hadden titels als "Raiders of the Lost Cookie Jars" en "Shogun!". Oorspronkelijk wilde Christina olympisch atlete worden, de sporten die ze beoefende waren voetbal en ringette, een vorm van ijshockey. Een heup uit de kom maakte een eind aan deze droom.
Vervolgens ging ze naar de Nionville's Highschool of Performing Arts en richtte ze zich op drama en dans. Hier trad ze op in verschillende stukken waaronder "Twelfth Night", en had een rol in de televisieserie N.E.G.. Vervolgens deed ze twee jaar de studie theater aan de Ryerson University. In die twee jaar speelde ze in zowel films als televisieseries, zoals "Due South", "Forever Knight", "The Hardy Boys" en de CBS-film "A Brother's Promise: The Dan Jansen Story". 
Haar doorbraak in eigen land kwam door de rol van Angie Ramirez in "F/X: The Series". Ze werd voor deze rol zelfs genomineerd voor de Gemini Award in de categorie "Best Actress In Continuing Leading Role" in 1998. Haar doorbraak bij het grote publiek kreeg ze door haar rol in de film "Better than Chocolate", waarin ze de rol van de lesbische Kim speelt. De film werd erg goed ontvangen door zowel homo- als heteropubliek en Christina werd door de regisseur omschreven als een combinatie van Cameron Diaz en Johnny Depp toen deze Don Juan diMarco speelde.

## Filmografie
- 1994 - Spike of Love
- 1994 - Due South (2 afleveringen in 1994-1995)
- 1995 - Kung Fu: The Legends Continues (aflevering Quake!)
- 1995 - Forever Knight
- 1995 - Street Law
- 1995 - The Donor (Angel)
- 1995 - The Hardy Boys (aflevering The Debt Collectors)
- 1996 - No One Could Protect Her
- 1996 - A Brother's Promise: The Dan Jansen Story
- 1996 - Sins of Silence
- 1996 - Mistrial
- 1996 - F/X: The Series (tot en met 1998)
- 1998 - The Crow: Stairway Heaven (7 afleveringen van 1998-1999)
- 1998 - Stargate SG-1 (aflevering Spirits)
- 1998 - The First Wave (aflevering "Joshua")
- 1999 - Better Than Chocolate
- 2000 - Code Name: Phoenix
- 2001 - Jane Doe
- 2002 - Stargate SG-1 (aflevering The Sentinel)
- 2003 - Sometimes a Hero
- 2003 - Cold Case (aflevering Sherry Darlin')
- 2004 - Nikki and Nora (pilot)
- 2004 - Andromeda
- 2004 - CSI: Miami (aflevering Stalkerazzi)
- 2004 - The Chris Isaak Show
- 2004 - The Chronicles of Riddick
- 2005 - This is Wonderland
- 2005 - Eyes
- 2005 - House (aflevering Love Hurts)
- 2005 - Numb3rs (aflevering Man Hunt)
- 2006 - Max Havoc: Ring of Fire
- 2007 - Ascension Day
- 2007 - Bones (aflevering Death in the Saddle)
- 2007 - Blood Ties (22 afleveringen van 2007-2008)
- 2008 - Making Mr. Right
- 2008 - 3Way
- 2008 - SIS
- 2009 - Defying Gravity (13 afleveringen)
- 2009 - Dexter (aflevering Dex Takes a Holiday)
- 2010 - 24 (aflevering Day 8: 5:00 a.m.-6a.m.)
- 2010 - The Stepson
- 2010 - The Mentalist (aflevering The Red Ponies)
- 2011 - NCIS (aflevering Freedom)
- 2011 - Cyber Seduction
- 2012 - Virtual Lies

- Bibliothèque nationale de France: cb14167132q (data)
- Gemeinsame Normdatei: 1289702411
- International Standard Name Identifier: 0000 0003 6022 7736
- Library of Congress Control Number: n2013053543
- SNAC: w6xb4rqp
- Virtual International Authority File: 224141608
- WorldCat: E39PBJjCQcVvVChk88dDMhVpyd